# 1915 na literatura

## Eventos
- Março - Lançada o primeiro número da revista Orpheu, porta-voz do modernismo em Portugal.
- Junho - Publicado o segundo e último número da revista Orpheu.
- 10 de Setembro - Primeiro número do periódico satírico francês Le Canard enchaîné.
- Olavo Bilac engaja-se numa campanha cívica pelo serviço militar obrigatório e pela educação primária no Brasil.
- T. S. Eliot casa-se com Vivien Haigh-Wood.
- Virginia Woolf publica seu primeiro livro, o romance The Voyage Out.
- Fernando Pessoa "mata" o heterônimo Alberto Caeiro.

## Publicações

### Romance
- Virginia Woolf - The Voyage Out
- Afonso Henriques de Lima Barreto - Triste Fim de Policarpo Quaresma
- D. H. Lawrence - The Rainbow
- William Somerset Maugham - Servidão Humana
- Willa Cather - The Song of the Lark
- L. Frank Baum - The Scarecrow of Oz
- Frances Hodgson Burnett - The Lost Prince
- Jack London - The Little Lady of the Big House
- P. G. Wodehouse - Something Fresh
- Mariano Azuela - Los de Abajo

### Novela
- Franz Kafka - A Metamorfose

### Poesia
- Juó Bananère - La Divina Increnca

## Nascimentos
- 31 de janeiro - Thomas Merton, escritor e poeta religioso (m. 1968)
- 2 de fevereiro - José J. Veiga, escritor do realismo fantástico (m.  1999)
- 18 de março - Richard Condon, romancista cômico (m. 1996)
- 16 de maio - Gofredo Teles Júnior, jurista (m. 2009)
- 28 de maio - Joseph H. Greenberg, linguista norte-americano (m. 2001).
- 2 de junho - Lester Del Rey, escritor de ficção científica americano (m. 1993)
- 10 de junho - Saul Bellow, ganhador do Prêmio Nobel de Literatura de 1976 (m. 2005)
- 24 de junho - Fred Hoyle, astrónomo e escritor de ficção científica inglês (m. 2001)
- 14 de julho - Jerome Lawrence, dramaturgo (m. 2004)
- 15 de outubro - Antônio Houaiss, tradutor, crítico literário, filólogo, lexicógrafo e ensaísta (m. 1999)
- 17 de outubro - Arthur Miller, dramaturgo (m. 2005)
- 12 de novembro - Roland Barthes, crítico literário, sociólogo, filósofo e semiólogo (m. 1980)
- 27 de novembro - Adonias Filho, jornalista, crítico, ensaísta e romancista (m. 1990)
- 17 de dezembro - Robert Dahl, cientista político (m. 2014)

## Mortes

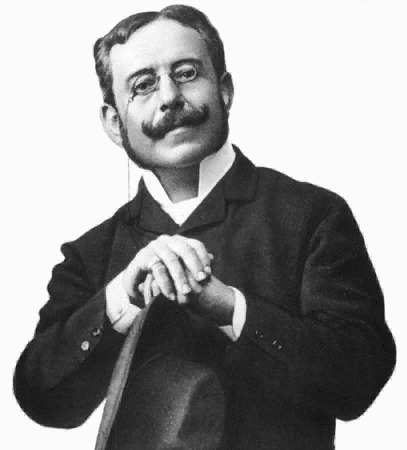
Ramalho Ortigão

- 15 de fevereiro - Mário Pederneiras, poeta (n. 1867)
- 27 de setembro
  - Rémy de Gourmont, poeta e dramaturgo (n. 1858)
  - Ramalho Ortigão, jornalista, escritor e bibliotecário (n. 1836)
- 15 de novembro - Booker T. Washington, educador norte-americano (n. 1856)
- data desconhecida - Alberto Caeiro, heterônimo de Fernando Pessoa (n. 1889)

## Premiações
- Prêmio Nobel de Literatura - Romain Rolland